# Ergodische Gruppenwirkung
Ergodische Gruppenwirkungen erlauben in der Mathematik die Verwendung von Methoden der Maßtheorie und Theorie dynamischer Systeme in der Gruppentheorie. Anschaulich bedeutet Ergodizität einer Gruppenwirkung auf einem Wahrscheinlichkeitsraum, dass fast alle Punkte des Wahrscheinlichkeitsraumes in einem einzigen Orbit liegen.
Der Begriff verallgemeinert die Begriffe der ergodischen Transformation und des ergodischen Flusses. Man spricht auch von ergodischen dynamischen Systemen. 

## Definition
Es sei {\displaystyle \mu } ein Wahrscheinlichkeitsmaß auf einem Wahrscheinlichkeitsraum {\displaystyle \Omega } und
{\displaystyle G\times \Omega \to \Omega }
{\displaystyle (g,x)\to gx}
eine maßerhaltende Wirkung einer abzählbaren Gruppe, d. h. für jede messbare Menge {\displaystyle A\subset \Omega } und jedes {\displaystyle g\in G} soll {\displaystyle \mu (gA)=\mu (A)} gelten.
Die Gruppenwirkung heißt ergodisch, wenn für jede {\displaystyle G}-invariante messbare Menge {\displaystyle A\subset \Omega } gilt:
{\displaystyle \mu (A)=0} oder {\displaystyle \mu (A)=1}.
(Eine Menge {\displaystyle A} heißt {\displaystyle G}-invariant, wenn aus {\displaystyle x\in A} auch {\displaystyle gx\in A} für alle {\displaystyle g\in G} folgt.)
Eine äquivalente Definition besagt, dass die Wirkung genau dann ergodisch ist, wenn die einzigen {\displaystyle G}-invarianten Funktionen {\displaystyle f\in L^{1}(\Omega ,\mu )} die konstanten Funktionen sind. (Eine Funktion heißt {\displaystyle G}-invariant, wenn für {\displaystyle \mu }-fast alle {\displaystyle x\in \Omega } und alle {\displaystyle g\in G} die Gleichung {\displaystyle f(gx)=f(x)} gilt.)

## Operatortheoretische Formulierung
Bezeichne mit {\displaystyle L^{2}(\Omega )} den Hilbert-Raum der quadratintegrierbaren Funktionen, mit {\displaystyle B(L^{2}(\Omega ))} die Algebra der beschränkten Operatoren auf diesem Hilbert-Raum und mit {\displaystyle L^{0}(\Omega )} die ({\displaystyle \mu }-fast überall) beschränkten Funktionen. Beschränkte Funktionen {\displaystyle f\in L^{0}(\Omega )} wirken mittels punktweiser Multiplikation als beschränkte Operatoren auf {\displaystyle L^{2}(\Omega )} und die Elemente {\displaystyle g} der Gruppe {\displaystyle G} wirken mittels {\displaystyle f(.)\mapsto f(g^{-1}.)} als beschränkte Operatoren auf {\displaystyle L^{2}(\Omega )}. 
Dann lässt sich Ergodizität wie folgt definieren.
Eine Gruppenwirkung ist genau dann ergodisch, wenn es keine mit der Wirkung von {\displaystyle G\subset B(L^{2}(\Omega ))} kommutierende Projektion
{\displaystyle B(L^{2}(\Omega ))\to L^{0}(\Omega )\subset B(L^{2}(\Omega ))}
gibt.

## Beispiele
- Eine invertierbare ergodische Transformation ist eine ergodische Wirkung der Gruppe {\displaystyle G=\mathbb {Z} }.
- Ein ergodischer Fluss ist eine ergodische Wirkung der Gruppe {\displaystyle G=\mathbb {R} }.
- Eine kokompakte Kleinsche Gruppe wirkt ergodisch auf dem Rand im Unendlichen.